# Rayse Biggs
Rayse Biggs (Detroit) is een Amerikaanse jazz- en studiomuzikant en arrangeur. Hij speelt trompet, bugel en keyboards. Hij was ook actief als muziekproducent en geluidstechnicus.

## Biografie
Biggs studeerde aan de Oakland University en werkte o.a. met Geri Allen (In the Middle, 1987), Roy Brooks, Freddie Hubbard, Lew Tabackin, Dizzy Gillespie, Lou Rawls, B. B. King en Sonny Fortune. Als studiomuzikant was hij actief voor Was (Not Was), Bob Dylan (Under the Red Sky, 1990), Martha Reeves en Patti Smith. Met een stipendium van de Detroit Council of Arts hield hij workshops en gaf hij concerten aan openbare scholen in Detroit. In 1997 kwam Biggs met het album Mr. B & Friends, later gevolgd door For the Love of It (2006). Hij produceerde in 1987 voor de Michigan Jazz Masters de plaat Urban Griots, verder werkte hij voor Mary Wynn en Russell Green.

## Discografie (selectie)
- Roy Brooks And The Artistic Truth – Live at the Montreaux/Detroit Jazz Festival, 1983 (Sagittarius A-Star, ed. 2012)
- Wendell Harrison: Live in Concert (1992)